# Sergey Pavlovich Korolyov
Sergey Pavlovich Korolyov (Tiếng Nga: Сергей Павлович Королёв, tiếng Ukraina: Сергій Павлович Корольов) (12 tháng 1 năm 1907 – 14 tháng 1 năm 1966), thường gọi Sergey Korolyov hoặc Sergei Korolev, là một nhà khoa học, kỹ sư và nhà thiết kế tên lửa hàng đầu của Liên Xô trong cuộc chạy đua vào không gian với Hoa Kỳ vào thập niên 1950 và 1960. Ông sinh tại Zhytomyr, Ukraina và mất tại Moskva, Nga Xô Viết, Liên Xô.
Không giống như đồng nghiệp phía Mỹ – Wernher von Braun, vai trò nòng cốt của Korolyov trong chương trình không gian của Liên Xô được giữ bí mật cho đến khi ông qua đời. Trong suốt thời gian làm việc, những người không liên quan chỉ biết đến ông với cái tên "Tổng công trình sư".
Mặc dù được đào tạo trở thành nhà thiết kế máy bay, Korolyov cho thấy ưu điểm mạnh nhất của ông là lập kế hoạch tổng quát, tổ chức và phối hợp công tác thiết kế. Ông đã từng bị lưu đày bởi cuộc thanh trừng của Stalin năm 1938 trong 6 năm kể cả khoảng thời gian 6 tháng ở Siberia. Sau khi được tự do, ông là nhà thiết kế tên lửa, nhân vật chủ chốt của chương trình tên lửa đạn đạo liên lục địa Xô viết, sau đó lãnh đạo chương trình vũ trụ. Trong thời gian ông làm việc, các chương trình Sputnik và Vostok đã gặt hái thành công, đưa Liên Xô vượt lên trên Hoa Kỳ trong lĩnh vực chinh phục vũ trụ và công nghệ tên lửa.
Ở thời điểm ông qua đời đột ngột năm 1966, các kế hoạch của Liên Xô đưa người lên Mặt Trăng trước Hoa Kỳ đã bắt đầu được triển khai.
Sergei Korolev hai lần được phong danh hiệu Anh hùng lao động (1956 và 1961), nhận giải thưởng Lenin 1957, ba lần Huân chương Lenin, là thành viên Viện Hàn lâm Khoa học Xô viết từ năm 1958. Một đường phố ở thủ đô Moskva mang tên ông, đường Viện sĩ Hàn lâm Korolyov.

## Thiếu thời
Korolyov sinh tại Zhytomyr, một trung tâm tỉnh lị ở miền trung Ukraina, khi đó là một phần của Đế quốc Nga. Cha mẹ của ông, ông bà Pavel Yakovlevich Korolyov và Maria Nikolaevna Moskalenko lấy nhau theo sự sắp đặt của gia đình và không có hạnh phúc. Ba năm sau khi cậu bé Sergei ra đời, hai vợ chồng chia tay nhau vì những khó khăn tài chính. Mẹ Sergei nói với cậu rằng bố đã chết ngay khi cậu ra đời, cậu sau đó biết rằng bố cậu – ông Pavel vẫn sống đến năm 1929. Hai vợ chồng không bao giờ gặp lại nhau kể từ họ chia tay mặc dù ông Pavel có viết thư cho bà Maria đề nghị được gặp con.
Korolyov lớn lên ở Nizhyn dưới sự chăm sóc của ông bà ngoại. Mẹ cậu muốn tiếp tục theo học nên thường vắng nhà để tham gia các khóa học ở Kyiv. Cậu cô đơn với chỉ vài người bạn, tuy vậy cậu cho thấy là một học sinh giỏi, đặc biệt là toán học. Năm 1916, mẹ cậu lập gia đình với ông Grigory Mikhailovich Balanin – một kỹ sư điện. Cha dượng mang lại ảnh hưởng tốt cho Sergei. Gia đình sau đó chuyển đến Odessa, nơi ông Grigory làm việc cho tuyến đường sắt khu vực này.
Năm 1918 đầy những biến động ở nước Nga, Chiến tranh thế giới thứ nhất đi đến hồi kết và ảnh hưởng Cách mạng tháng Mười ngày càng rộng khắp. Chiến tranh diễn ra khắp nơi cho đến năm 1920 khi chính quyền Xô viết chiến thắng trong cuộc nội chiến. Trong thời gian này, các trường học ở địa phương đều đóng cửa và Korolyov tiếp tục tự học ở nhà. Gia đình cậu đã trải qua những thời gian khó khăn như mọi gia đình khác của nước Nga.

## Giáo dục
Korolyov tiếp tục sự nghiệp học hành ở Trường thương mại xây dựng Odessa, cậu được đào tạo nghề mộc cũng như một số kiến thức khác. Nhưng hơn hết, Korolev yêu thích lĩnh vực hàng không, có lẽ niềm ham mê này bắt nguồn từ một cuộc trình diễn hàng không mà cậu được xem năm 1913. Cậu theo đuổi nghiên cứu lý thuyết bay và làm việc cho câu lạc bộ tàu lượn ở địa phương. Một đội thủy phi cơ quân đội lúc đó đóng tại Odessa và Korolyov bị lôi cuốn bởi những hoạt động của họ.
Năm 1923, cậu tham gia Hiệp hội Hàng không và Dẫn đường không lưu Ukraina và Crimea. Nhờ tham gia đội thủy phi cơ, cậu đã có những bài học bay đầu tiên và có cơ hội có mặt trên nhiều chuyến bay. Ở tuổi 17, một mình cậu thiết kế tàu lượn được gọi là K-5, thiết kế này sau đó được Hiệp hội cho phép chế tạo. Cũng cùng thời gian này, Korolyov được đào tạo để trở thành một vận động viên thể dục dụng cụ, nhưng rồi việc học hành này bị gián đoạn bởi những ham mê hàng không. Năm 1924, Korolyov theo học Đại học Bách khoa Kiev vì trường này có bộ môn hàng không. Ở Kiev, cậu sống cùng người cậu Yuri và kiếm tiền trang trải khóa học bằng nhiều việc khác nhau. Chương trình học ở trường định hướng về kỹ thuật và còn nhiều môn toán học, vật lý và chế tạo cơ khí.
Năm 1925, cậu được nhận theo học một khóa về chế tạo tàu lượn. Korolyov được phép bay bằng tàu lượn huấn luyện và sau khi kết thúc, hai xương sườn của cậu bị gãy. Tháng 7 năm 1926, sau khi kết thúc năm học thứ hai ở Đại học Bách khoa Kiev, Korolev được nhận vào trường Kỹ thuật cao cấp mang tên Bauman ở Moskva.
Cho đến 1929, Korolyov học tập chuyên sâu vào lĩnh vực hàng không. Anh tiếp tục sống với gia đình dù điều kiện sống khá chật chội. Cũng năm này, do nhu cầu về kỹ sư lớn và cấp tốc của chính phủ, anh có thể nhận bằng tốt nghiệp nếu thiết kế được một mẫu máy bay có tính thực tế. Korolyov đã hoàn thành thiết kế và được phê chuẩn vào cuối năm đó. Giáo viên hướng dẫn của anh chính là Andrei Tupolev.

## Thời gian khởi đầu sự nghiệp
Sau khi tốt nghiệp, Korolyov làm việc tại phòng thiết kế máy bay mang tên Bộ phận thí nghiệm số 4. Đơn vị này do một cán bộ người Pháp là Paul Richard lãnh đạo và có nhiều nhà thiết kế xuất sắc nhất của Liên Xô. Korolyov không nổi bật trong đơn vị song bên cạnh công việc vốn cần nhiều tâm sức, anh tiến hành những dự án của riêng mình. Một trong những thành quả riêng là một thiết kế tàu lượn có khả năng nhào lộn. Đến năm 1930, anh trở thành kỹ sư trưởng của dự án chế tạo máy bay ném bom hạng nặng TB-3 do Tupolev đứng đầu.

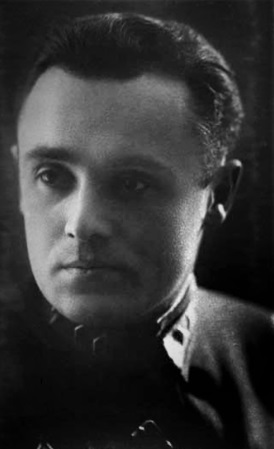
Sergey Korolyov trong đồng phục Kỹ sư Hồng quân cấp bậc Дивинженер, tương đương Trung tướng vào khoảng 1937-1938.

Năm 1930, Korolyov cuối cùng đã có bằng phi công. Năm sau, anh lập gia đinh với Xenia Vincentini, người phụ nữ anh đã theo đuổi từ năm 1924. Anh đã từng cầu hôn nhưng cô từ chối vì muốn tiếp tục theo học cao hơn. Cũng trong khoảng 1930, Korolyov dần để tâm đến những khả năng ứng dụng của động cơ tên lửa sử dụng nhiên liệu lỏng. Vì đam mê ban đầu của mình là máy bay, anh đã nhìn nhận thấy tiềm năng sử dụng động cơ này để trang bị cho máy bay. Năm 1931, cùng với Friedrich Zander – một nhà tiên phong trong lĩnh vực tên lửa và du hành vũ trụ của Liên Xô, Korolyov tham gia hình thành Tổ nghiên cứu động cơ đẩy phản lực (Jet Propulsion Research Group), một trong những trung tâm quốc gia đầu tiên phát triển tên lửa ở Liên Xô. Tháng 5 năm 1932, anh trở thành lãnh đạo của tổ khi mới 25 tuổi.
Trong những năm sau đó, tổ nghiên cứu của Korolyov phát triển ba hệ thống đẩy khác nhau, hệ thống đi sau thành công hơn hệ thống trước đó. Năm 1932, quân đội bắt đầu quan tâm đến những nghiên cứu của nhóm và tài trợ một phần chi phí. Năm 1933, nhóm thực hiện phóng quả tên lửa nhiên liệu lỏng đầu tiên. Sự kiện này diễn ra chỉ sau 7 năm cuộc phóng tên lửa ít được biết đến của Robert Goddard.
Cùng với sự quan tâm của quân đội về kỹ thuật tên lửa mới mẻ, Tổ nghiên cứu của Korolev sáp nhập với Phòng thí nghiệm khí động học ở Leningrad năm 1933. Việc sáp nhập này cho ra đời Viện nghiên cứu động cơ đẩy phản lực do kỹ sư quân đội Ivan Kleimenov lãnh đạo. Viện có nhiều cán bộ ham mê với lĩnh vực du hành trong không gian như Valentin Glushko. Korolyov là lãnh đạo cấp phó của Viện, ông chỉ đạo phát triển tên lửa hành trình và tàu lượn dẫn động bằng tên lửa.
Con gái đầu lòng của Korolev – Natasha ra đời tháng 4 năm 1935. Gia đình nhỏ này chuyển tới căn hộ riêng vào năm 1936. Cả hai vợ chồng đều bận rộn vì đi làm. Korolyov dành nhiều thời gian làm việc ở phòng thiết kế, lúc này ông là Tổng công trình sư tại Viện và chú trọng vào lĩnh vực tên lửa.

## Những năm tháng tù đày
Trong cuộc Đại thanh trừng, những nhân viên của Bộ Dân ủy Nội vụ Liên Xô (tiếng Nga: НКВД, Народный комиссариат внутренних дел – NKVD) bắt Korolyov tại nhà riêng ngày 22 tháng 6 năm 1938. Ông bị buộc tội bí mật chống lại nhà nước chỉ bởi mong muốn phát triển máy bay sử dụng động cơ đẩy nhiên liệu lỏng thay vì nhiên liệu rắn; ông đã tiêu tốn quá nhiều vào chương trình không phải ưu tiên hàng đầu của Viện nghiên cứu động cơ đẩy phản lực. Korolyov bị đánh đập và buộc phải nhận tội. Ông bị kết án 10 năm tù. Sau này ông được biết rằng người vu khống ông là Valentin Glushko – một trong 3 tổng công trình sư nổi tiếng của Liên Xô cùng với Korolyov trong lĩnh vực hàng không vũ trụ sau này. Hai người không có thiện cảm với nhau cho đến cuối đời và sau này Korolyov trở nên luôn nghi ngờ các tổng công trình sư khác.
Sau nhiều tháng đi lại, điểm đến cuối cùng của Korolyov là trại cải tạo Kolyma ở Siberia. Điều kiện sống trong trại vô cùng khắc nghiệt cả về dinh dưỡng, ăn mặc, chốn ăn ở và sự quản chế của nhân viên. Tuy vậy, số phận Korolyov là rất may mắn so với những thành viên chủ chốt của Viện nghiên cứu động cơ đẩy phản lực kể cả các lãnh đạo, họ đều bị xử bắn trong hai năm 1937 và 1938. Các nhân viên của Viện bị bắt giam, chương trình tên lửa của Liên Xô bị tụt lại nhiều năm và bị bỏ xa nước Đức. Cuộc đại thanh trừng của Stalin gần như vô hiệu hoá quân đội, làm suy yếu nó trầm trọng ngay trước cuộc xâm lược của Đức Quốc Xã năm 1941.
Korolyov sống sót sau 05 tháng tại trại cải tạo ở Siberia nhưng răng rụng hết, hàm dưới vị vỡ và bắt đầu có triệu chứng bệnh tim. Công việc của ông ở trại là lao động chân tay trong một mỏ vàng lộ thiên. Trong khi đó, vụ án được xem xét lại ở Moskva và ông được chuyển ra khỏi Siberia khắc nghiệt. Trên đường trở về, ông suýt chết vì mắc chứng bệnh scorbut.
Án của Korolyov được giảm xuống còn 8 năm và những người có ảnh hưởng đã can thiệp để ông không phải quay lại trại cải tạo. Thay vào đó, ông được chuyển đến nhà tù dành cho giới trí thức, nơi các nhà khoa học và kỹ sư làm việc trong các dự án của quân đội. Mãi đến năm 1944, Korolyov mới được gặp lại gia đình. Trước đó, ông làm việc dưới sự lãnh đạo của Tupolev tại phòng thiết kế máy bay, sau đó, dưới quyền Glushko trong các dự án động cơ đẩy phản lực cho máy bay. Ngày 27 tháng 4 năm 1944, cùng với Tupolev, Glushko và nhiều người khác, ông được phóng thích bởi một sắc lệnh đặc biệt của chính phủ và tội trạng được xóa bỏ. Văn phòng thiết kế nơi ông làm việc chuyển từ tay Bộ ủy viên nhân dân nội vụ sang một ủy ban công nghiệp hàng không của nhà nước. Ông tiếp tục làm việc ở đây thêm một năm, là phó cho tổng công trình sư Glushko và nghiên cứu nhiều thiết kế tên lửa khác nhau.

## Tên lửa đạn đạo
Năm 1945, Korolyov được thưởng bằng khen danh dự, phần thưởng đầu tiên, cho những đóng góp phát triển động cơ tên lửa cho máy bay quân sự. Cùng năm đó, ông chuyển sang ngạch quân sự, với cấp bậc đại tá. Cùng với các chuyên gia tên lửa khác, ông bay sang Đức để tập trung dữ liệu về tên lửa V-2. Các chuyên gia Xô viết đặt ưu tiên là khôi phục tài liệu tên lửa V-2 đã thất lạc và nghiên cứu nhiều bộ phận tên lửa cũng những các máy móc chế tạo chúng. Năm 1946, chính phủ Liên Xô quyết định đưa 5.000 công nhân Đức đã tham gia sản xuất tên lửa về Liên Xô để phục vụ dự án tên lửa của mình. Phần lớn số công nhân này là những chuyên viên kỹ thuật không quan trọng vì những nhà khoa học tên lửa hàng đầu của Đức (trong đó có Wernher von Braun) đã bị đưa sang Mỹ trong chiến dịch Paperclip.
Lãnh tụ Liên Xô lúc đó – Stalin quyết định việc phát triển tên lửa là ưu tiên cấp quốc gia. Các công nhân đưa từ Đức về làm việc tại viên nghiên cứu tên lửa mới thành lập mang tên NII-88 (tiếng Nga: научно-исследовательский институт № 88). Họ được đối đãi tốt dưới sự trông coi bởi các giám sát nữ. Công tác nghiên cứu phát triển tên lửa đạn đạo được đặt dưới sự lãnh đạo quân sự, Korolyov là tổng công trình sư về tên lửa tầm xa. Ông thể hiện một năng lực tổ chức, vận hành bộ máy nhiều phòng ban, nhiều chức năng.
Với những tài liệu được phục hồi, cùng những bộ phận rời của tên lửa V-2, tổ phát triển tên lửa bắt đầu tái tạo V-2, dưới tên R-1. Thử nghiệm đầu tiên tiến hành tháng 10 năm 1947. Trên tổng số 11 tên lửa phóng đi, 5 quả bắn trúng mục tiêu. Tỷ lệ này tương đương với kết quả của người Đức và cho thấy V-2 không ổn định. Những công nhân Đức tiếp tục làm việc tại Liên Xô cho chương trình tên lửa. Họ bắt đầu được trở về Đức năm 1952 và những người cuối cùng trở về năm 1954.
Từ năm 1947, bộ phận dưới quyền Korolyov bắt đầu phát triển các thiết kế tiên tiến hơn, với yêu cầu về tầm bắn và sức chở lớn hơn. Tên lửa R-2 đạt tầm bắt gấp đôi V-2, nó là thiết kế đầu tiên mang một đầu đạn. Kế tiếp tên lửa R-3 đạt cự ly 3.000 km tức là có thể vươn tới lãnh thổ Anh. Tuy nhiên, Glushko đã không thể phát triển được các động cơ tên lửa đáp ứng yêu cầu về sức đẩy. Thiết kế R-3 bị hủy bỏ năm 1952.
Cùng năm 1952, dự án tên lửa R-5 được bắt đầu (NATO đặt tên cho nó là SS-3 Shyster) và đạt tầm bắn khiêm tốn 1.200 km. Cuộc phóng thử thành công đầu tiên đạt được ngay năm 1953. Nhưng R-7 Semyorka mới là tên lửa đạn đạo liên lục địa đầu tiên trên thế giới (NATO gọi nó là SS-6 Sapwood). Đây là tên lửa hai lớp đẩy, trọng tải tối đa 5,4 tấn, đủ sức mang một đầu đạn hạt nhân khổng lồ của Liên Xô tới mục tiêu cách xa 7.000 km. Sau một số thử nghiệm thất bại, R-7 phóng thành công tháng 8 năm 1957, đích là một địa điểm trên bán đảo Kamchatka.
Năm 1952, Korolyov gia nhập Đảng cộng sản Liên Xô, một thuận lợi để ông tiếp tục lãnh đạo các dự án trong tương lai. Ngày 19 tháng 4 năm 1957, ông được khôi phục hoàn toàn quyền công dân, chính phủ ghi nhận bản án năm 1938 với ông là không chính đáng.

## Chương trình vũ trụ

### Mở ra kỷ nguyên chinh phục vũ trụ
Mặc dù đạt được những tiến triển thuận lợi trong công nghệ tên lửa đạn đạo liên lục địa, Korolyov vẫn say mê với ý tưởng du hành trong không gian bằng tên lửa. Năm 1953, ông đề xuất sử dụng tên lửa R-7 để đưa vệ tinh lên quỹ đạo không gian. Ông trình bày ý tưởng của mình trước Viện Hàn lâm khoa học Liên Xô bao gồm cả ý kiến dùng chó thử nghiệm.
Năm 1957, năm Vật lý địa cầu, trên báo chí Hoa Kỳ bắt đầu xuất hiện những ý tưởng về đưa vệ tinh nhân tạo nên vũ trụ. Chính phủ Hoa Kỳ bỏ qua chúng vì không muốn tiêu tốn hàng tỷ đôla vào mục đích này. Tuy nhiên, Korolyov và nhóm làm việc của ông cho rằng đây là lĩnh vực có thể đưa Liên Xô vượt qua Hoa Kỳ. Liên Xô nên là quốc gia đầu tiên trên thế giới đưa được vệ tinh lên quỹ đạo.
Vệ tinh Sputnick chỉ mất chưa đầy một tháng để thiết kế và chế tạo. Cấu trúc của nó khá đơn giản, chỉ gồm một quả cầu kim loại đánh bóng, các thiết bị đo nhiệt, pin và một bộ phận phát tín hiệu vô tuyến. Đích thân Korolyov chỉ đạo việc chế tạo Sputnik, dự án tiến hành rất khẩn trương. Và ngày 4 tháng 10 năm 1957, vệ tinh nhân tạo đầu tiên của loài người – Sputnik 1 được phóng lên quỹ đạo, mở ra kỷ nguyên chinh phục vũ trụ. Vệ tinh này được phóng thành công ngay từ lần đầu tiên.
Sự kiện Sputnik gây chấn động toàn thế giới, nó mở ra nhiều hệ quả chính trị. Khrushchyov – lãnh tụ Liên Xô lúc đó, rất hài lòng với sự thành công của Sputnik và quyết định sẽ gặt hái tiếp thành tựu mới để kỷ niệm 40 năm Cách mạng Tháng Mười sắp đến. Kết quả là tàu vũ trụ thứ hai – Sputnik 2 được phóng thành công ngày 3 tháng 11 cùng năm, chưa đầy một tháng sau Sputnik 1.
Sputnik 2 nặng hơn Sputnik 1 sáu lần và mang theo chó Laika vào vũ trụ. Toàn bộ con tàu được thiết kế và chế tạo chỉ trong 4 tuần, không có thời gian để thử nghiệm và kiểm tra. Con tàu không được thiết kế để quay trở về Trái Đất. Chó Laika chết sau 6 giờ trên vũ trụ vì sức nóng.
Tàu vũ trụ thứ ba – Sputnik 3 phóng ngày 15 tháng 5 năm 1958. Đây có thể coi là một thất bại vì thiết bị ghi dữ liệu thu thập từ chuyến bay không hoạt động. Nếu thành công, có lẽ Liên Xô mới là nước phát hiện và ghi lại được Vành đai bức xạ Van Allen chứ không phải người Mỹ vào tháng 7 năm đó. Tuy nhiên, điều Sputnik 3 làm được đó là gây sự lo lắng cho Hoa Kỳ về năng lực tên lửa đạn đạo của Liên Xô.

### Mặt Trăng

Thiết bị đổ bộ Mặt Trăng Luna 3, nhờ nó, lần đầu tiên, con người quan sát được mặt bên kia của Mặt Trăng.

Sau thành công của Sputnick, Korolyov chuyển sự chú ý đến mục tiêu tiếp theo, Mặt Trăng. Một phiên bản của R-7 với lớp đẩy thứ ba, có thể với tới Mặt Trăng. Động cơ của tầng đẩy này được thiết kế để bắt đầu hoạt động ở ngoài khoảng không vũ trụ. Năm 1958, ba tàu thăm dò được gửi đến Mặt Trăng đều không thành công. Tàu vũ trụ Luna 1 phóng năm 1959 không tiếp xúc được bề mặt Mặt Trăng, nó đi chệch khoảng 6.000 km. Sau một thất bại kế đó, tàu Luna 2 đã đến được Mặt Trăng. Liên Xô lại một lần nữa là quốc gia đầu tiên. Luna 3 là thành công nhảy vọt, nó chụp ảnh được phần Mặt Trăng không bao giờ hướng về phía Trái Đất. Thành tựu này có được chỉ sau Sputnik 1 có hai năm.
Korolyov và đồng sự tiếp tục các chương trình thám hiểm tham vọng hơn nữa là Sao Hỏa và Sao Thủy; đưa người lên vũ trụ; phóng lên quỹ đạo các vệ tinh thời tiết, vệ tinh viễn thông và vệ tinh do thám; và đổ bộ lên Mặt Trăng. Một trung tâm thông tin viễn thông cần được xây dựng ở bán đảo Crimea để điều khiển các tàu vũ trụ.
Trong cuộc chạy đua đưa con người ra ngoài không gian, người Mỹ lại bị bỏ lại phía sau. Tàu Voskhod 2 phóng ngày 18 tháng 3 năm 1965 mang theo Aleksei Arkhipovich Leonov. Anh là người đầu tiên đi bộ ngoài không gian. Chuyến bay suýt nữa thì trở thành một thảm họa và vì thế các chuyến bay tiếp theo bị trì hoãn. Cùng thời gian này, Khrushchyov bị hạ bệ, các trở lực chính trị không còn nữa. Korolyov được ủng hộ mạnh mẽ để triển khai chương trình đưa người lên Mặt Trăng trước người Mỹ.
Ông bắt đầu phát triển thiết kế tên lửa đẩy N1 đồng thời với tàu Soyuz. Bên cạnh đó là thực hiện các chuyến bay đưa thiết bị đến Sao Hỏa và Sao Thủy và chế tạo thiết bị Luna hạ cánh lên Mặt Trăng. Đáng tiếc là Korolyov qua đời trước khi trông thấy các kế hoạch của ông trở thành hiện thực.

### Đưa người lên vũ trụ
Kế hoạch tiến hành các chuyến bay vũ trụ có người điều khiển bắt đầu có từ năm 1958. Những thiết kế này sau đó phát triển thành Vostok (Phương Đông). Đó là tàu vũ trụ hoàn toàn tự động, chở một nhà du hành trong bộ quần áo phi hành. Khoang chở nhà du hành có cơ chế thoát hiểm nếu gặp sự cố trước khi phóng, và hệ thống tiếp đất khi trở về.
Ngày 15 tháng 5 năm 1960, mô hình thử nghiệm chưa có người đã bay 64 vòng trên quỹ đạo Trái Đất nhưng không trở về được. Tiếp đó, bốn tàu thử nghiệm tiếp theo được phóng lên mang theo chó, hai chuyến sau cùng đều thành công. Và rồi, ngày 12 tháng 4 năm 1961, trên con tàu Phương Đông 1 (Vostok 1) sử dụng phiên bản tên lửa đẩy R-7, Yuri Alekseyevich Gagarin đã được phóng lên quỹ đạo, con người lần đầu tiên bay vào vũ trụ. Anh trở về Trái Đất an toàn, bung dù ở độ cao 7 km, tiếp đất trong khoang phi hành.
Hàng loạt chuyến bay loại tàu Phương Đông (Vostok) được tiến hành sau đó, trong đó có tàu Vostok 6 mang nữ du hành vũ trụ đầu tiên Valentina Vladimirovna Tereshkova.
Sau thế hệ tàu Vostok, Korolyov dự định phát triển tàu Soyuz. Loại tàu vũ trụ mới có khả năng kết nối với tàu khác trên không gian và trao đổi phi hành gia. Vostok là tàu vũ trụ nhỏ, không có khả năng đưa ba nhà du hành vào vũ trụ. Lúc này, ông đối mặt với sức ép chính trị phải tiếp tục giành những thành tựu mới. Trong khi đó với nguồn lực có hạn, việc tiêu tốn chúng vào những nỗ lực ngắn hạn sẽ ảnh hưởng đến sự phát triển lâu dài.
Voskhod được lựa chọn như là một giải pháp trung hòa giữa thực tế và yêu cầu chính trị. Tàu vũ trụ này có nhiều cải tiến từ Vostok. Một trong những khó khăn cho tàu này là nó cần hạ cánh bằng dù. Nhưng phi hành đoàn ba người là quá nặng, độ cao bung dù là không đủ để kịp giảm vận tốc rơi. Mặc dầu, với dù lớn hơn, một số thử nghiệm với động vật trong khoang chứa đã không thành công. Sau khi bị trì hoãn một thời gian, vấn đề được giải quyết nhờ có loại vật liệu mới để chế tạo dù.
Tàu vũ trụ Voskhod có tên lửa đẩy mạnh hơn. Dẫu vậy trọng lượng mang theo của nó được giảm đến mức tối thiểu, ba nhà du hành không cần mặc bộ quần áo du hành. Sau một thử nghiệm không có người lái. Tàu Voskhod 1 đã bay thành công, đưa ba nhà du hành là Komarov, Egorov và Feoktistov bay 16 vòng quanh Trái Đất và trở về an toàn.

## Từ trần
Ngày 3 tháng 12 năm 1960, Korolyov bị cơn đau tim đầu tiên. Trong thời kỳ dưỡng bệnh, người ta còn phát hiện ra thận ông bị rối loạn, hậu quả của những năm tháng trong trại cải tạo lao động. Mặc dù các bác sĩ khuyên ông giảm cường độ làm việc, ông trở lại với công việc với mức độ tập trung và khẩn trương hơn trước đó.
Năm 1962, bệnh tim của ông trở nên trầm trọng hơn, ông bị ốm nhiều hơn. Sức khỏe ông giảm sút dần, thính lực suy giảm một phần vì những thử nghiệm động cơ tên lửa. Cuối năm 1965, người ta chẩn đoán ông bị ung thư ruột. Ông qua đời 14 tháng 1 năm 1966 sau 9 ngày trong bệnh viện.
Người dân Liên Xô chỉ biết đến đầy đủ tên tuổi và cống hiến của Korolyov sau khi ông qua đời. Việc này là để bảo vệ ông khỏi sự chú ý của cơ quan tình báo Hoa Kỳ. Lễ tang của được cử hành long trọng, ông được an táng tại bức tường Kremlin – một vinh dự lớn lao dành cho những cá nhân xuất sắc, nhiều cống hiến của Liên Xô.
Korolyov và von Braun là hai người đứng đầu cuộc chạy đua vào khoảng không vũ trụ của Liên Xô và Hoa Kỳ. Khác với von Braun là người đứng đầu không tranh cãi trong lĩnh vực vũ trụ của Hoa Kỳ, Korolyov luôn có một đối thủ cạnh tranh trong công việc là Vladimir Chelomey, người cũng được giao triển khai kế hoạch bay lên Mặt Trăng. Những thành tựu vũ trụ ông đạt được dựa trên nền tảng khoa học kỹ thuật Liên Xô mà về nhiều mặt còn thua kém Hoa Kỳ.
Người kế tục Korolyov là Vladimir Mishin, một kỹ sư xuất sắc đã làm phó và là cánh tay phải của ông. Chương trình đưa người lên Mặt Trăng của Liên Xô sau đó bị hủy bỏ vì nước Mỹ đã thành công trước Liên Xô.

## Giải thưởng, vinh danh

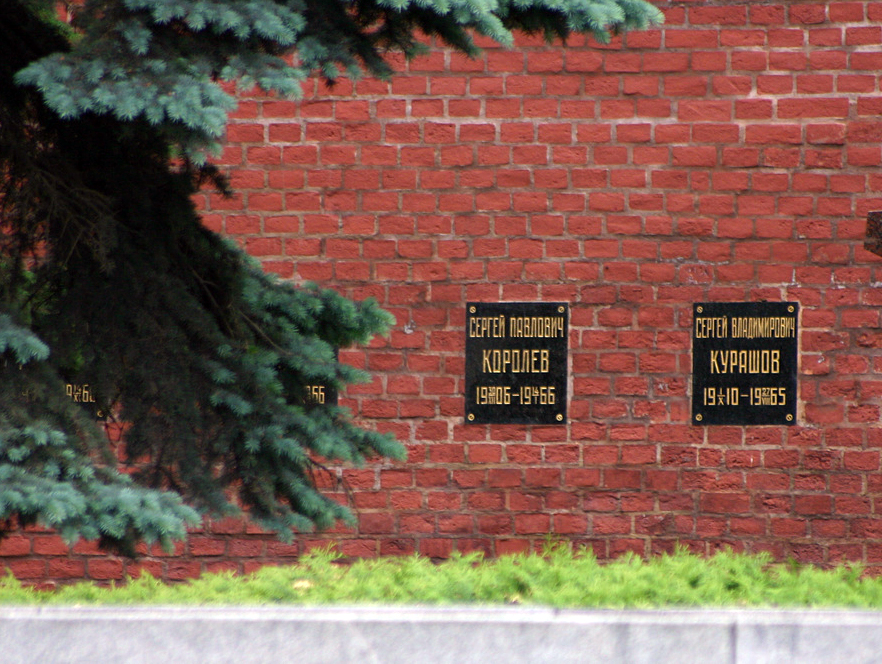
Mộ Sergei Korolyov tại chân tường Kremlin

Những giải thưởng và vinh dự Sergei Korolyov nhận được:
- Hai lần danh hiệu Anh hùng lao động xã hội chủ nghĩa năm 1956 và 1961
- Giải thưởng Lenin năm 1957
- Ba lần Huân chương Lenin
- Viện sĩ Viện Hàn lâm Khoa học Liên Xô từ năm 1958
- Một đường phố của thủ đô Moskva đổi sang tên ông – đường Viện sĩ Hàn lâm Korolyov (Ulitsa Akademika Korolyova) từ 1966
- Ngôi nhà ông sống từ 1959 đến 1966 ở số 6 đường Ostankinsky, Moskva trở thành bảo tàng kỷ niệm, hàng năm có khoảng 3.000 khách tham quan[2]
- Một con tem được phát hành ở Liên Xô năm 1986 mang hình ông[3]
- Tên ông được đặt cho một thị trấn ở Kaliningrad năm 1996 bởi Tổng thống Nga Boris Yeltsin Một miệng núi lửa trên Mặt Trăng và trên Sao Hỏa mang tên ông
- Tên ông được đặt cho một hành tinh nhỏ – 1855 Korolyov.
- Hiện tượng được thấy khi thả các tên lửa phóng trên tên lửa Soyuz tạo ra dấu cộng được mang tên ông.